# Atheta sordidula
Atheta sordidula är en skalbaggsart som först beskrevs av Wilhelm Ferdinand Erichson 1837.  Atheta sordidula ingår i släktet Atheta, och familjen kortvingar. Arten är reproducerande i Sverige.